# دنیاگیری کووید-۱۹ در استرالیا
دنیاگیری کووید-۱۹ در استرالیا بخشی از دنیاگیری بیماری کروناویروس ۲۰۱۹ در جهان است. اولین مورد تأیید شده در استرالیا در ۲۵ ژانویه ۲۰۲۰ در شهر ملبورن اعلام شد، وی فردی بود که از ووهان، چین برگشته بود.